# Jos Stam
Jos Stam, né le 28 décembre 1965, est un chercheur dans le domaine de l'infographie, spécialisé dans la surface de subdivision, les algorithmes de rendu et la simulation de phénomènes physiques naturels.

## Études et carrière
Stam est né aux Pays-Bas, il a ensuite étudié à Genève, au Collège Germaine de Staël. Il a reçu son Master et son Doctorat, tous deux en informatique, à l'Université de Toronto. Après son diplôme, il a effectué deux postdoc, l'un à l'INRIA (Paris) et l'autre à  VTT (Helsinki, Finland).
Ensuite, il a rejoint la division  Alias|wavefront de SGI (renommé plus tard en "Alias Systems Corporation") comme chercheur à plein temps. À Alias, Stam fait une importante contribution au système de simulation de fluide de Maya (Logiciel de création de contenu 3D). À la suite du rachat de Alias par Autodesk en 2006, Stam est depuis un "chercheur scientifique senior" à Autodesk, Inc.

## Récompenses
- SIGGRAPH Computer Graphics Achievement Award[3] (2005) pour ses contributions dans le domaine de l'infographie.
- Academy Award for Technical Achievement (2005) pour son travail sur la subdivision de surface et son impact dans l'industrie du film.
- Academy Award for Technical Achievement (2008) pour la conception et l’implémentation du système d'effets de fluide dans Maya.

## Articles relatifs aux travaux de Jos Stam
- Stable-Fluids